# Mosquée Lala-Mustapha-Pacha
La mosquée Lala-Mustapha-Pacha (turc : Lala Mustafa Paşa Camii), antérieurement connue sous le nom de cathédrale Saint-Nicolas, est l'édifice médiéval le plus important de Famagouste, en Chypre du Nord. Construite au début du XIVe siècle dans un style gothique classique alors que l'île est sous la domination de la Maison de Lusignan, une famille d'origine française, la cathédrale est transformée en mosquée après la capture de Famagouste par l'Empire ottoman en 1571, fonction qu'elle a encore de nos jours. Elle porte le nom de Lala Mustafa Pacha, le conquérant de l'île.

## Description
Il apparaît que la principale source d'inspiration des bâtisseurs de la cathédrale de Famagouste est la cathédrale Notre-Dame de Reims (1211-1275) en tant que lieu de couronnement des rois de France, alors que Saint-Nicolas est destinée à accueillir la cérémonie de couronnement des Lusignan, rois de Jérusalem. Certains détails, particulièrement le chevet, rappellent aussi la basilique Saint-Urbain de Troyes (1265) qui est un exemple de style gothique plus avancé et gracieux. La façade ouest est typique du gothique français. Le style de l'édifice est très homogène, à l'exception de quatre chapelles ajoutées sur les bas-côtés à une époque postérieure et du minaret construit sur l'une des tours après la transformation de l'édifice en mosquée. Les têtes humaines et d'animaux de la plus grande partie des sculptures ont été détruites, mais quelques-unes subsistent dans les parties les plus inaccessibles.

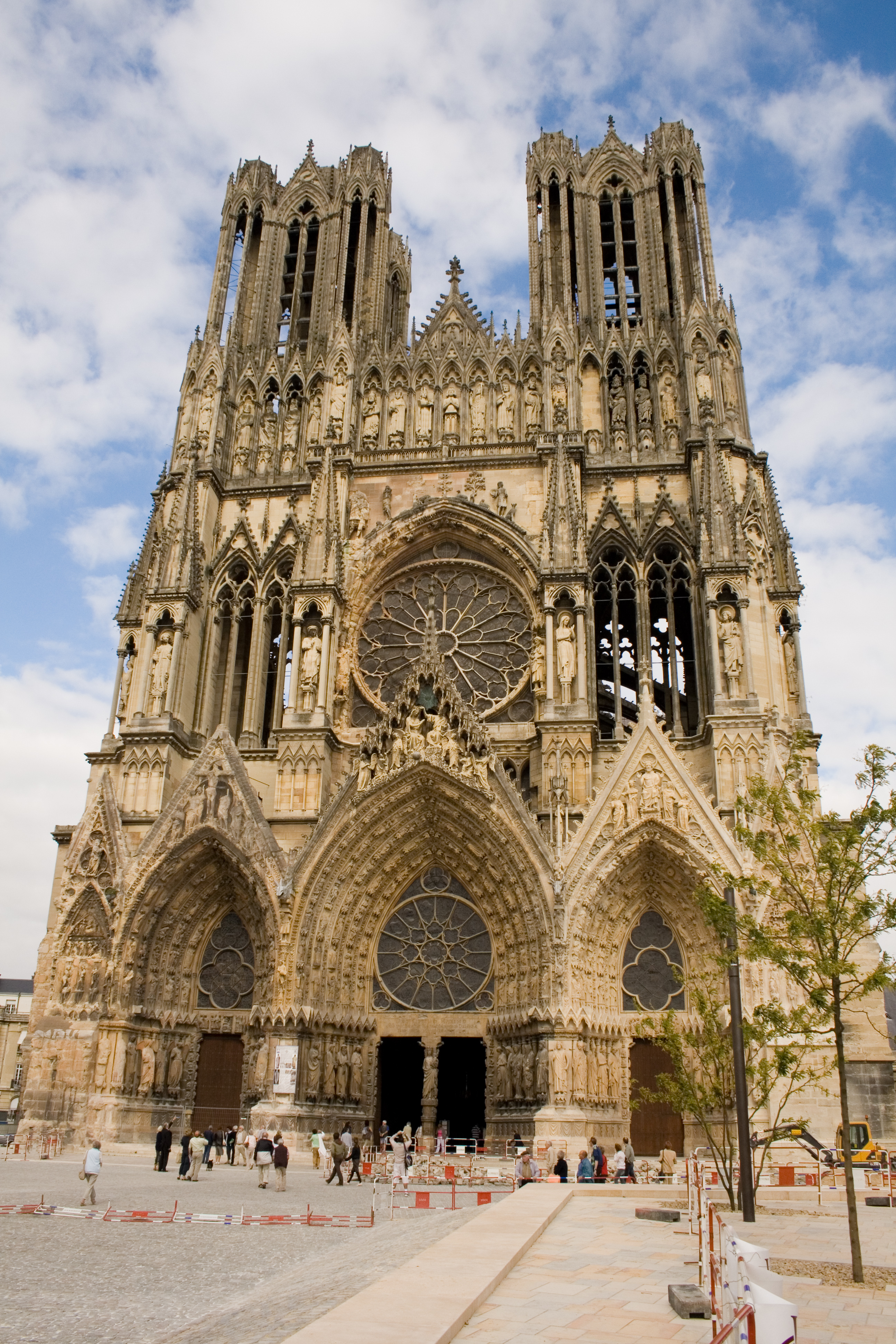
La façade ouest de la cathédrale de Reims.
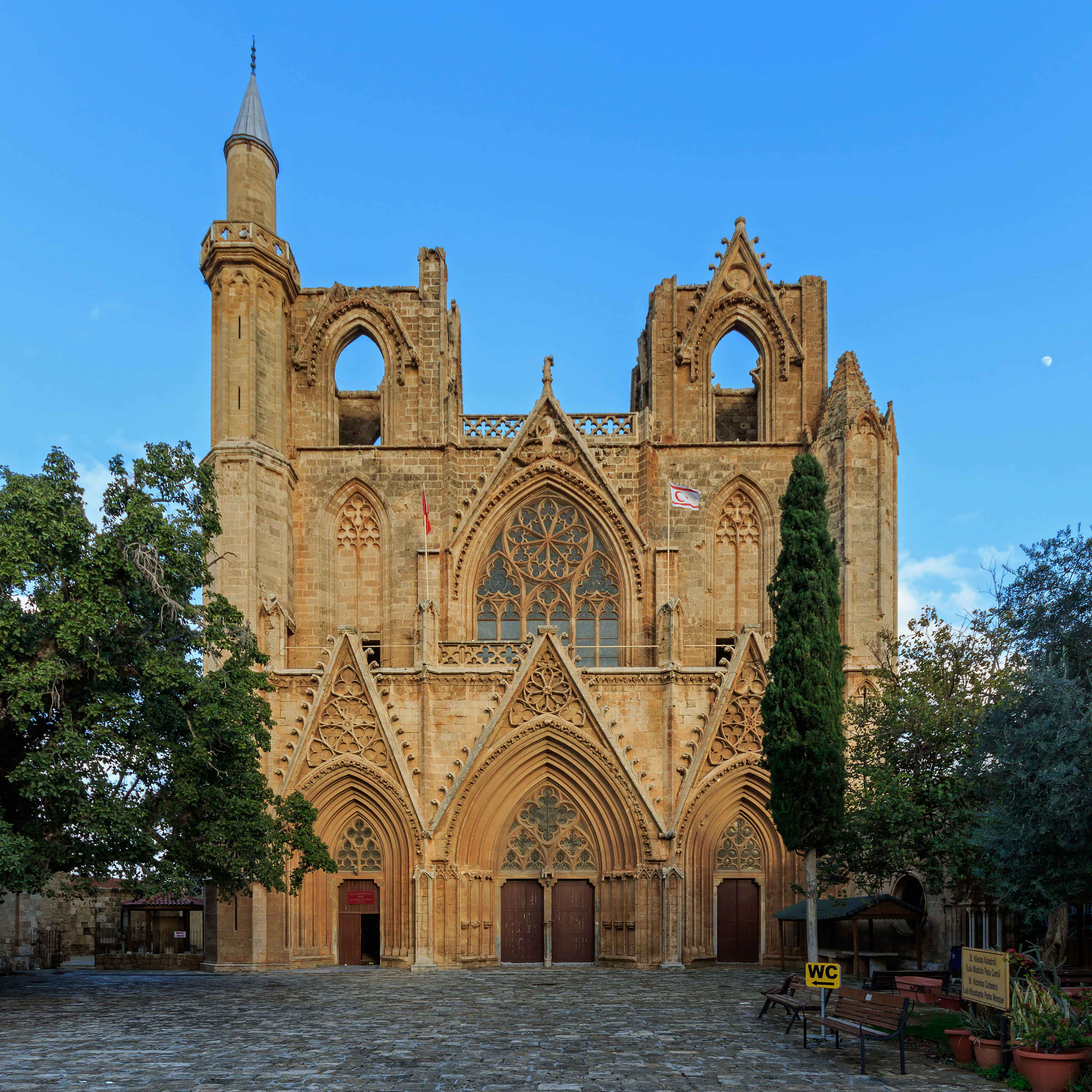
La façade ouest de la mosquée Lala-Mustapha-Pacha.

## Histoire

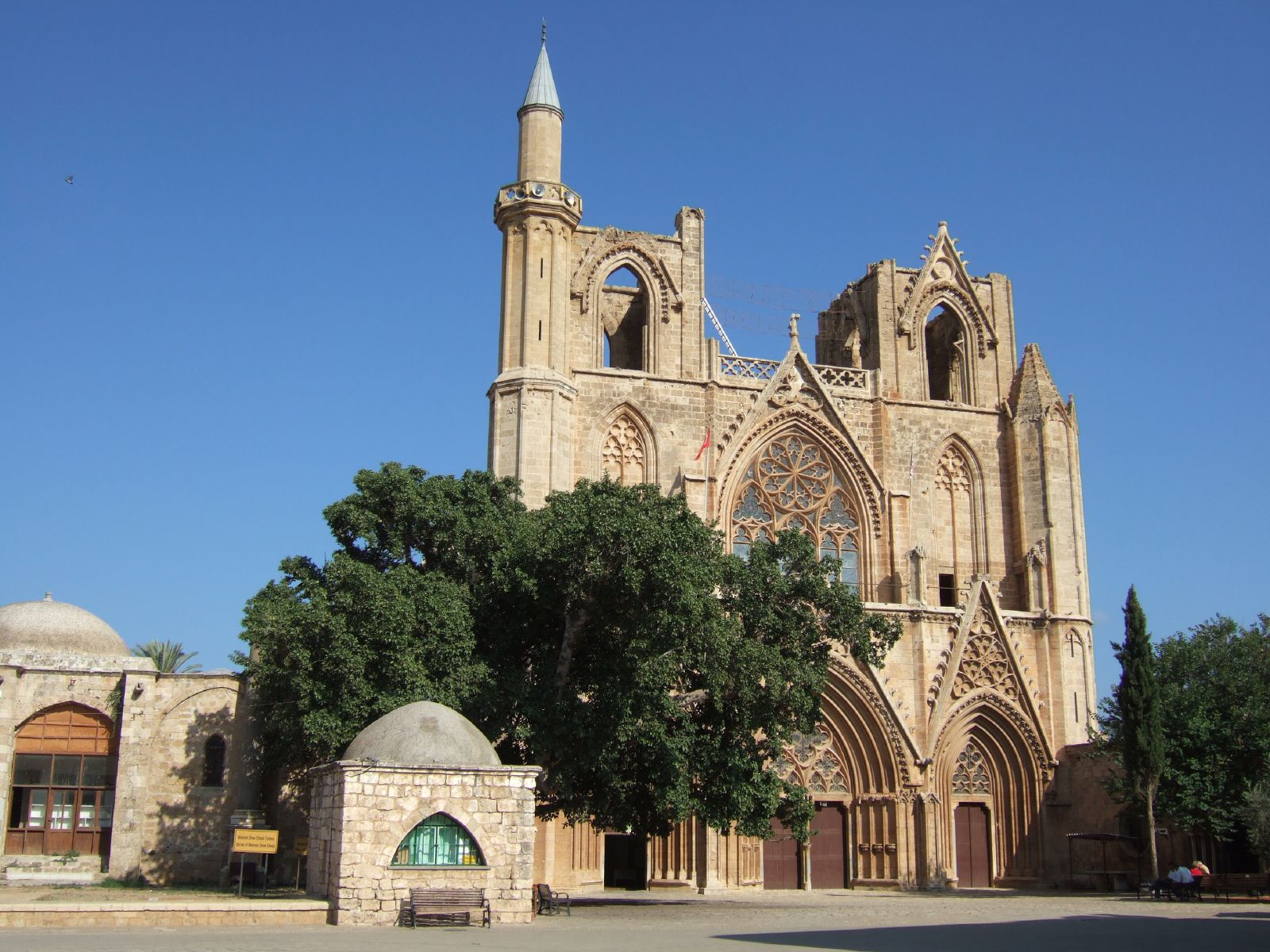
Sur la tour nord, le minaret rajouté après la transformation de l'édifice en mosquée.

La dynastie française des Lusignan règne sur Chypre entre 1190 et 1489 : elle y diffuse l'architecture gothique de style français.
Il semble que la construction de la cathédrale ait débuté vers 1300, à l'instigation d'Isabelle de Lusignan qui fit à cet effet une donation de cinq besants. Une inscription datée de 1311 gravée dans un contrefort à proximité de la porte sud porte la signature de l'évêque Baldwin Lambert, ce qui indique que les fonds alloués à la construction ont été épuisés et que le chantier a repris sous ses ordres. Selon l'inscription, les chapelles absidiales sont terminées, ainsi que deux travées des bas-côtés, mais que ni la nef, ni le chœur ne sont couverts,. La construction est achevée durant la première moitié du XIVe siècle, comme le confirme l'unité du style gothique caractéristique de cette période. Saint-Nicolas sert au couronnement des Lusignan en tant que rois de Jérusalem. Au fil du temps, l'édifice a été touché par plusieurs tremblements de terre.

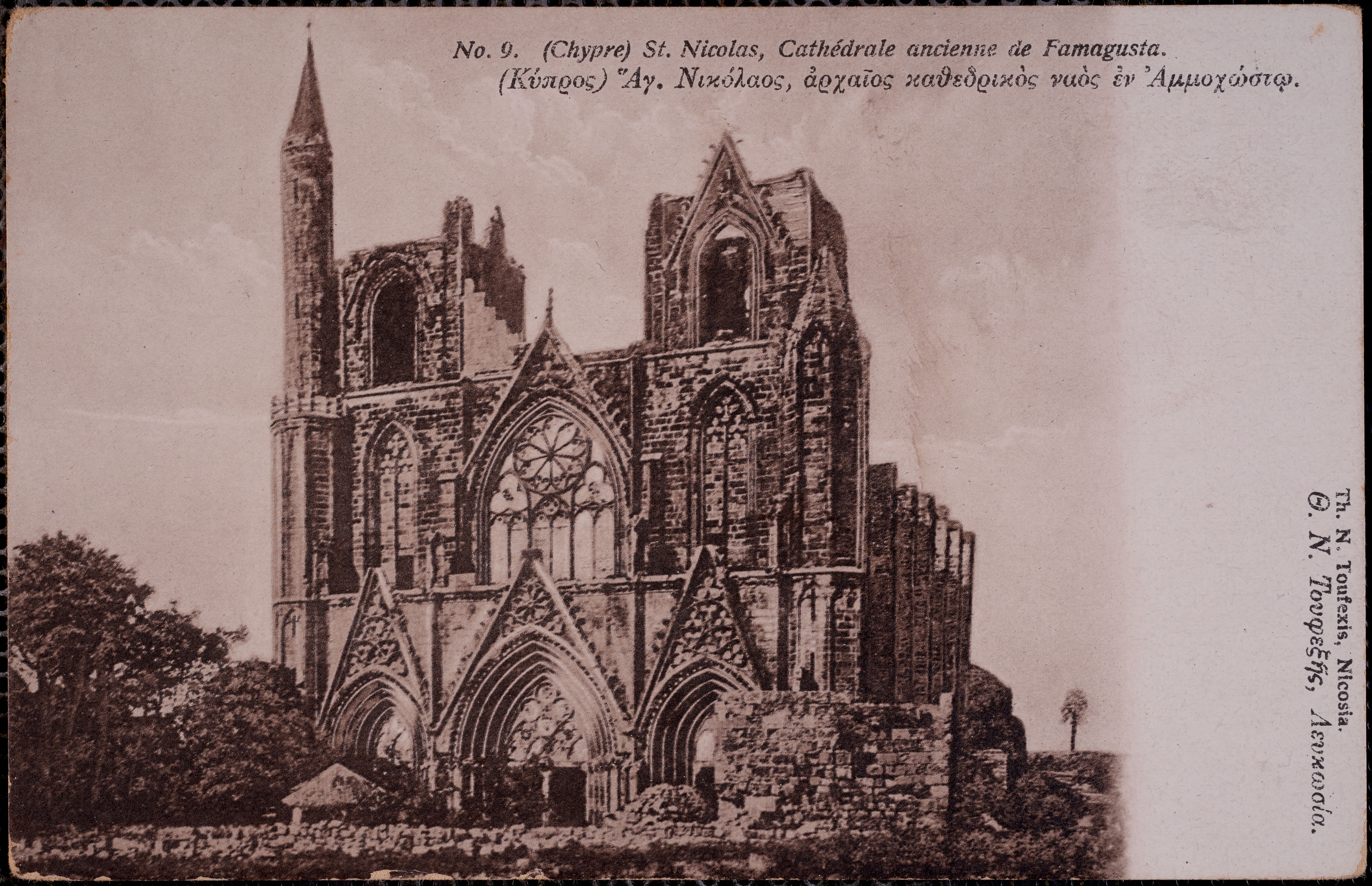
Représentation artistique de l'ancienne cathédrale Saint-Nicolas, sur une carte postale datant du début du XXe siècle.

En 1570, les deux tours sont endommagées durant les bombardements des forces ottomanes, lors du Siège de Famagouste. La cathédrale devient mosquée en 1571, après la victoire ottomane. En raison de la tradition iconoclaste de l'islam sunnite, la plupart des têtes humaines et d'animaux ornant l'édifice ont été détruites. Plus tard, la mosquée a été surmontée d'un minaret. Depuis cette époque, et jusqu'à la prise de possession de Chypre par les Britanniques en 1878, l'entrée de l'édifice était interdite aux chrétiens.
Durant la Seconde Guerre mondiale, les constructions de Famagouste ont été touchées par les vibrations causées par l'explosion de grenades anti-sous-marine et par des tirs de lutte antiaérienne, mais l'édifice a bien résisté.